# ANRI (杏里のアルバム)
『ANRI』（アンリ）は、杏里の26枚目のオリジナル・アルバムである。2018年8月1日発売。発売元はアイビーレコード。

## 概要
前作『Smooth & Groove』から3年ぶり、デビュー40周年を記念したオリジナル・アルバム。
自身の原点である「80's」を意識し、AORやディスコなどの要素を大きく取り入れた、過去の作品と比べても「相当納得がいっている」という。
2019年7月28日には配信限定シングル3作を収録したDisc2を加えた2枚組Deluxe Editionがライヴ会場及びAmazon限定で発売された。
このDisc2は同じく限定でシングルCD「Duke's Anthem 〜星空のどこかで〜」としても発売されている。

## 収録曲
全編曲：坂本裕介（4のみ清水信之・坂本裕介）
1. Catch The Wave
  - 作詞・作曲：杏里
2. Don’t Stop Dreaming (feat.Diggy-MO')
  - 作詞：坂本裕介・Diggy-MO'
  - 作曲：杏里・坂本裕介
3. Everlasting Love
  - 作詞：坂本裕介 作曲：杏里
4. Back To The 80's
  - 作詞：坂本裕介　作曲：杏里
5. Close To You -あなただけを-
  - 作詞・作曲：坂本裕介
6. You'll Be In My Heart
  - 作詞・作曲：坂本裕介
7. Sweet Friends
  - 作詞：五條真由美 作曲：杏里
8. If We Try
  - 作詞：MORICO 作曲：杏里
9. Precious One ～かけがえのないストーリー
  - 作詞：吉元由美 作曲：杏里
10. Don’t Stop Dreaming (feat.Diggy-MO’)（Key of Life Remix）
11. Everlasting Love（Acoustic Version）

### Deluxe Edition Disc2
1. Duke's Anthem 〜星空のどこかで〜
2. 忘れられない贈りもの
3. Crescent Moon